# Base de la Fuerza Aérea Beale
La Base de la Fuerza Aérea Beale (del inglés: Beale Air Force Base) y abreviado AFB (IATA: BAB, OACI: KBAB, FAA LID: BAB) es una base de la Fuerza Aérea de los Estados Unidos ubicada a aproximadamente 8 millas (12,9 km) al este de Marysville, California y además es un lugar designado por el censo.
La base fue establecida en 1942 como Camp Beale y nombrada en honor a Edward Fitzgerald Beale (1822–1893), un Teniente de la Armada estadounidense y un General de Brigada de la Milicia de California quien fue un explorador y colonizador de California. Se convirtió en una base de la Fuerza Aérea de los Estados Unidos el 1 de abril de 1951.